# NGC 6469
NGC 6469 este o galaxie situată în constelația Săgetătorul. A fost descoperită în 27 iunie 1837 de către John Herschel. Se află la o distanță de 550 de parseci de Pământ.